# Elhadj Bah
 (février 2024).
Si vous disposez d'ouvrages ou d'articles de référence ou si vous connaissez des sites web de qualité traitant du thème abordé ici, merci de compléter l'article en donnant les références utiles à sa vérifiabilité et en les liant à la section « Notes et références ».
Elhadj Bah, né le 22 août 2001 à Boké en Guinée, est un footballeur international guinéen qui joue au poste d'attaquant à l'USL Dunkerque prêté par Samsunspor.

## Biographie

### Carrière en club
Natif de Boké, Elhadj Bah fut formé à l'Académie Sainte-Marie de Dixinn à Conakry. En 2020, il rejoint le CI Kamsar afin de finaliser sa formation. 
Elhadj Bah signa son premier contrat professionnel le 6 septembre 2021 au sein du club turc de Samsunspor évoluant alors en TFF First League (D2). Le 3 octobre 2021, il joua son premier match professionnel face à l'Ümraniyespor. 
Le 26 octobre 2021, il inscrit son premier but professionnel face au 1922 Konyaspor comptant pour la Coupe de Turquie.  
Le 31 août 2022, il est prêté au Voltigeurs castelbriantais évoluant en National 2 afin d'accumuler plus de temps de jeu.  
Le 8 août 2023 il est de nouveau prêté en France au sein de l'USL Dunkerque fraîchement promu en Ligue 2. Le 18 novembre 2023, il marque son premier but pour le club nordiste au sein d'un match de Coupe de France opposant Dunkerque au Chaumont Football Club. 

### Carrière en sélection
Le 28 mars 2021, il honore sa première sélection avec l'équipe nationale de Guinée lors d'un match face à la Namibie comptant pour les qualifications à la CAN 2022. En effet, il remplacera durant cette rencontre, Kamso Mara.  